# Evil Dead (film, 2013)
Pour les articles homonymes, voir Evil Dead.
Série Evil Dead
Evil Dead 3 : L'Armée des Ténèbres
(1992) Evil Dead Rise
(2023)
Pour plus de détails, voir Fiche technique et Distribution.
Evil Dead ou L'opéra de la terreur au Québec est un film d'horreur américain coécrit et réalisé par Fede Álvarez et sorti en 2013.
Quatrième film de la franchise Evil Dead créée par Sam Raimi, il s'agit d'un soft reboot se déroulant dans la continuité des précédents films mais mettant en scène de nouveaux personnages.
Sam Raimi officie en tant que producteur, tandis que Bruce Campbell et Robert Tapert, respectivement acteur principal et producteur de la trilogie originelle, sont les deux autres producteurs.

## Synopsis
Une jeune fille (Phoenix Connolly), terrorisée et hagarde dans les bois, est traquée par deux hommes. Ces derniers la capturent et à son réveil, la jeune fille est dans une cave attachée à un poteau. Lui fait face un groupe de personnes parlant une langue incompréhensible. Parmi eux, elle reconnait son père (Jim McLarty) qui l'asperge d'huile. Le père annonce à sa fille que cette dernière a tué sa mère, ce dont elle ne se souvient apparemment pas. Lorsque le père allume une allumette dans l'intention de brûler sa fille pour purifier son âme, cette dernière se met à tenir des propos injurieux, manifestement possédée. La jeune fille est brûlée et son père l'achève en lui faisant sauter la tête avec un fusil...
Quelque temps plus tard, un groupe de jeunes se retrouve dans une cabane perdue dans les bois : il y a David (Shiloh Fernandez), Olivia (Jessica Lucas), Eric (Lou Taylor Pucci) et la petite amie de David, Natalie (Elizabeth Blackmore). Les jeunes sont là pour aider Mia (Jane Levy), la sœur de David et amie d'enfance d'Olivia et d'Eric, à renoncer à la drogue. Le groupe s'installe dans la cabane délabrée qu'ils remettent en ordre. À la nuit tombée, Mia est en proie au manque et se plaint d'une odeur de mort dans la maison. Le groupe découvre alors la cave où est entreposé tout un assortiment d'objets morbides et lugubres. Quelque chose a brûlé dans la cave et l'on fait la corrélation avec le début du film. Eric remonte de la cave un livre enchaîné qu'il conserve. Il le parcourt et le livre est parsemé de mises en garde, de dessins de mort et autres. En dépit des avertissements, Eric lit à haute voix une phrase et libère sans s'en apercevoir une chose du livre.
Mia souffre de plus en plus du manque et en dépit des tentatives de ses amis de l'en empêcher, elle prend la voiture et s'enfuit. Elle croise sur sa route une créature féminine ensanglantée et la voiture fait un virage pour plonger dans un étang. Mia s'extrait de l'habitacle et revoit la chose diabolique échappée du livre. En s'enfuyant, la jeune fille tombe dans un buisson d'épines dont les branches la ligotent. L'Abomination réapparait et vomit un enchevêtrement de cordes qui pénètre à l'intérieur de Mia. David et Olivia retrouvent leur amie et la ramènent à la cabane. À l'extérieur, David découvre son chien et celui de Mia battu à mort avec un marteau. Il comprend que c'est Mia qui a fait ça sans savoir qu'elle l'a fait dans un état second, possédée. David tente de parler à Mia qui est dans la salle de bains. Celle-ci règle alors l'eau bouillante et laisse le flot incandescent lui brûler le visage, accomplissant l'une des prophéties du livre.
David tente de ramener sa sœur à la civilisation mais une crue envahit la route. De son côté, Eric commence à faire le lien entre les évènements décrits dans le livre et ce qui arrive à Mia. Cette dernière surgit alors, éveillée malgré les sédatifs donnés par Olivia. Elle tire sur son frère, possédée, et parle d'une voix étrange puis elle s'évanouit. Olivia tente de ramasser le fusil mais Mia reprend conscience et vomit un flot de sang sur Olivia qui parvient à la faire tomber dans la cave. Mia est alors enfermée. Alors qu'elle va chercher une nouvelle dose de sédatifs dans la salle de bain, Olivia est possédée à son tour. Lorsqu'Eric va la chercher, la jeune femme s'est tranchée la joue entre ses deux mâchoires. Elle blesse Eric qui est forcé de la tuer en lui fracassant le crâne avec le siège des toilettes.
Dans l'abri de jardin, Eric est soigné par David qui envoie Natalie chercher des médicaments. Eric fait alors part de sa théorie à David selon laquelle il a libéré une chose maléfique en récitant la prophétie du livre. Dans la cabane, Natalie entend Mia par la porte de la cave ouverte. La jeune fille s'y rend et trouve Mia qui lui parle, pleinement consciente. Mais alors que Natalie va la prendre par le bras, Mia reprend ses menaces, possédée, et Natalie tente de sortir de la cave. Une marche se rompt dans l'escalier et Natalie est tirée dans la cave et s'assomme. Dans le noir, Mia approche Natalie qui tente de se défendre avec un cutter. Mais Mia la mord à la main et se fend la langue en deux avec le cutter avant d'embrasser Natalie dans un baiser sanglant. Natalie est remontée par David et Mia est de nouveau enfermée.
Pendant que David et Eric discutent du livre dans une chambre, Natalie se rince la main mordue dans la cuisine. Elle se rend alors compte qu'une infection démoniaque est en train de gagner son bras par la morsure et que son bras pourrit à grand vitesse. Dans la chambre, Eric explique à David qu'une fois que l'Abomination aura dévoré cinq âmes, le ciel saignera et l'Abomination émergera de l'enfer. Pendant ce temps dans la cuisine, Natalie voit avec horreur l'infection gagner tout son avant-bras. Elle décide alors de se sectionner le bras avec le couteau électrique. David et Eric vont la voir et bandent son bras. David et Eric discutent du fait qu'il faut tuer Mia (en l'enterrant vivante, en la brûlant ou en la démembrant). Natalie arrive alors, finalement possédée, et attaque les deux garçons avec un pistolet à clous. Après un bref combat, l'autre bras de Natalie est arraché et la jeune femme reprend ses esprits pour mourir dans les bras de David.
David décide donc de tuer Mia pendant qu'Eric agonise à l'extérieur. Dans la cave, Mia attaque David qui ne doit la vie sauve qu'à l'intervention d'Eric qui se sacrifie et meurt dans l'acte. Dehors, David commence à enterrer Mia vivante qui lui parle, possédée, en lui rappelant comment il a abandonné Mia avec leur mère folle. Finalement, Mia meurt et David la ranime avec un défibrillateur improvisé, lui donnant une « nouvelle âme ». Alors qu'ils vont dans la cabane récupérer les clefs de voiture, Eric, possédé, attaque David qui se sacrifie en faisant exploser la maison.
Mais à l'extérieur, Mia se rend compte que la prophétie est réalisée : les cinq âmes sont dévorées (l'adolescente, Olivia, Natalie, Eric et l'ancienne âme de Mia) et le ciel pleut du sang. L'Abomination humanoïde rampe hors de la terre pour attaquer Mia. Cette dernière trouve refuge dans l'abri de jardin où elle s'équipe d'une tronçonneuse pendant que l'Abomination l'attaque avec une machette à travers le meuble derrière lequel Mia s'est réfugiée. La jeune fille fait un trou dans le mur en bois et se cache sous la voiture d'où elle parvient à trancher les jambes de l'Abomination qui renverse la voiture sur la main de Mia. Celle-ci finit par s'arracher la main prisonnière pour trancher l'Abomination en deux avec la tronçonneuse. Le ciel arrête de saigner et Mia est sauvée, guérie.
Une scène post générique fait brièvement apparaitre Ash Williams.

## Fiche technique
Sauf indication contraire, les informations mentionnées dans cette section peuvent être confirmées par la base de données cinématographiques IMDb,  présente dans la section « Liens externes ».
- Titre original et français : Evil Dead
- Titre québécois : L'opéra de la terreur
- Réalisation : Fede Álvarez
- Scénario : Fede Álvarez et Rodo Sayagues Mendez, d'après les personnages créés par Sam Raimi
- Musique : Roque Baños
- Direction artistique : Robert Gillies
- Costumes : Sarah Voon
- Photographie : Aaron Morton
- Montage : Bryan Shaw
- Production : Bruce Campbell, Sam Raimi et Robert G. Tapert
- Sociétés de production : Ghost House Pictures ; FilmDistrict et Sony Pictures Entertainment (coproductions)
- Société de distribution : TriStar Pictures
- Pays de production :  États-Unis
- Langue originale : anglais
- Format : couleur — 35 mm — 2.35:1 — son Dolby numérique
- Genre : horreur
- Durée : 91 minutes, 97 minutes (version non-censurée)
- Dates de sortie : 
  - États-Unis : 5 avril 2013
  - France : 1er mai 2013
  - Belgique : 15 mai 2013
- Interdit aux moins de 16 ans lors de sa sortie en France.

## Distribution

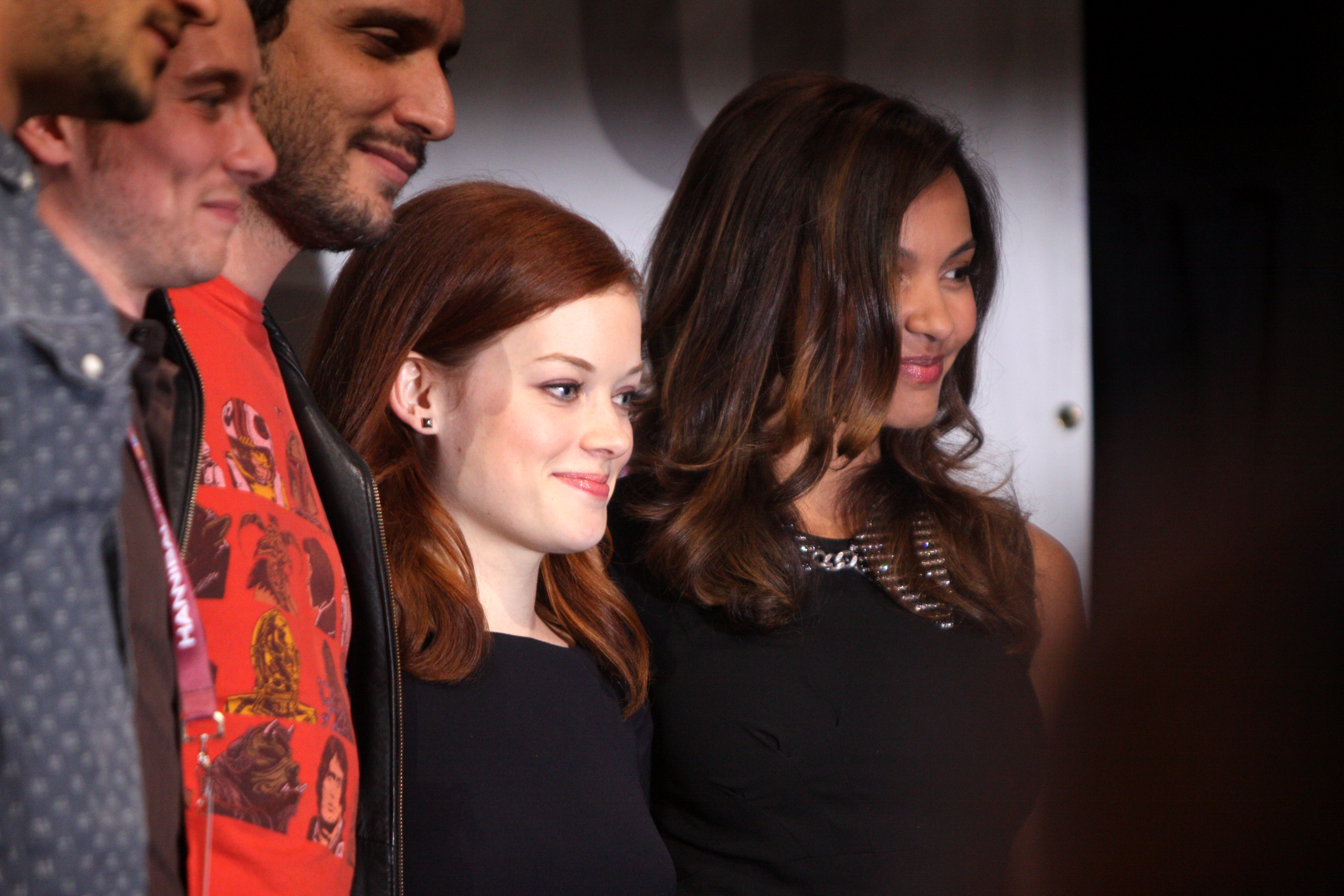
Les actrices Jane Levy et Jessica Lucas pour la promotion du film au WonderCon 2013, en Californie.

- Jane Levy (VF : Adeline Chetail ; VQ : Catherine Brunet) : Mia Allen
- Shiloh Fernandez (VF : Donald Reignoux ; VQ : Nicolas Charbonneaux-Collombet) : David Allen
- Lou Taylor Pucci (VF : Brice Ournac ; VQ : Nicholas Savard L'Herbier) : Eric Wilson
- Elizabeth Blackmore (VF : Fily Keita ; VQ : Kim Jalabert) : Natalie Charles
- Jessica Lucas (VF : Ingrid Donnadieu ; VQ : Magalie Lépine-Blondeau) : Olivia O’Donnell
- Jim McLarty (VQ : Denis Gravereaux) : Harold
- Sian Davis : la vieille femme
- Stephen Butterworth : le paysan édenté
- Phoenix Connolly : Maggie, une adolescente
- Karl Willetts : le paysan chevelu
- Randal Wilson : l'abomination
- Lorenzo Lamas : le mangeur de serpents
- Bruce Campbell : Ash Williams (non crédité au générique)

Source et légende : Version française (VF) sur AlloDoublage et Version québécoise (VQ) sur Doublage Québec

## Accueil

### Accueil critique
Sur le site agrégateur de critiques Rotten Tomatoes, le film obtient un score de 62 %, et une moyenne de 6,16/10 sur la base de 194 critiques. Sur Metacritic, il obtient un score de 57 sur 100 sur la base de 38 critiques. Sur Allociné, il obtient un score de 3,1/5 sur la base de 14 critiques.

### Box-office
| Pays ou région        | Box-office      | Date d'arrêt du box-office | Nombre de semaines |
| --------------------- | --------------- | -------------------------- | ------------------ |
| États-Unis Canada     | 54 239 856 $    | 9 juin 2013                | 9                  |
| France                | 355 907 entrées | 11 juin 2013               | 6                  |
| Allemagne             | 651 383 entrées | 11 août 2013               | 13                 |
| Italie                | 394 316 entrées | 9 juin 2013                | 5                  |
| Espagne               | 383 742 entrées | 28 juillet 2013            | 17                 |
| Monde hors États-Unis | 43 303 096 $    | 8 septembre 2013           | 23                 |
| Total mondial         | 97 542 952 $    | 8 septembre 2013           | 23                 |

## Distinctions
- International Film Music Critics Association Awards 2013 : Meilleure musique d'un film de science-fiction/horreur

## Autour du film
- Le livre écrit avec du sang et relié en peau humaine dans le film fait référence au Necronomicon imaginé par l'écrivain H. P. Lovecraft.
- Le film utilise plus de 260 000 litres d’hémoglobine (faux sang)[8] dont 190 000 litres rien que pour la séquence finale.
- La prophétie concernant la pluie de sang est clairement inspirée de la chanson "Rainning Blood" du groupe Slayer.